# Коротколанцюгові жирні кислоти
Коротколанцюго́ві жи́рні кисло́ти (КЖК)
КЖК виконують в організмі важливі функції:
- попереджають пухлинну трансформацію колоноцитів,
- беруть участь у доставлення субстратів ліпо — і глюконеогенезу,
- впливають на рівень деяких гормонів гіпофізу, регулюють детоксикаційну функцію печінки,
- беруть участь в ентерогепатичній циркуляції жовчних кислот,
- регулюють моторику гладенької мускулатури,
- є основними джерелами енергозабезпечення епітелію, стимулюють його проліферацію тощо[1]

КЖК є основним джерелом енергії, паливом для епітеліальних клітин товстого кишечнику, які можуть впливати на клітинну проліферацію шляхом вивільнення факторів росту або шлунково-кишкових пептидів, таких як гастрин, або внаслідок модуляції слизового кровотоку.
Нарешті, КЖК можуть діяти безпосередньо на генну регуляцію клітинної проліферації [8].
КЖК утворюються в товстому кишечнику сахаролітичною мікрофлорою (бактероїдами, біфідо-, фузобактеріями, пептострептококами, клостридіями та ін.) в процесі мікроорганізменного травлення. Нерозгалужені КЖК: оцтова (С2), пропіонова (СЗ), масляна (С4), валеріанова (С5) утворюються при анаеробному бродінні вуглеводнів, основним субстратом для якого є харчові волокна та слиз.
КЖК мають бактеріальне походження і потрапляють у кров'яне русло шляхом абсорбції з кишечнику.